# Les Honneurs de la guerre
Pour plus de détails, voir Fiche technique et Distribution.
Les Honneurs de la guerre est un film français réalisé par Jean Dewever. Tourné en 1960, il est sorti en 1962.
Le film a été censuré par le pouvoir gaulliste dès sa sortie car il donnait une vision peu flatteuse de la Résistance et des Français durant l'Occupation. Anticonformiste, il réduisait la dimension épique des combats de la Résistance au rang d’inutiles escarmouches.

## Synopsis
Une matinée d’août 1944 dans un village de France, les habitants célèbrent prématurément leur libération : la fête est interrompue par l’arrivée d’un détachement allemand harassé, sans chef. À quelques kilomètres de là, les habitants du village de Muzière parlementent avec les Allemands et décident d’une trêve. Mais l’arrivée d’un capitaine de la Wehrmacht, soucieux de reprendre les hommes en main, met fin à ce fragile processus de paix. Le capitaine propose d’aller à la rencontre des Américains pour capituler devant des troupes régulières plutôt que devant des civils. Les habitants de Muzière, croyant la trêve rompue, tirent sur les Allemands et, sur ce quiproquo, les armes se remettent à parler.

## Fiche technique
- Titre : Les Honneurs de la guerre
- Réalisation : Jean Dewever, assisté de Peter Fleischmann, Marin Karmitz et Jean-Charles Tacchella
- Scénario : Jean Dewever et Jean-Charles Tacchella
- Producteur : Ernest Müller
- Photographie : Ghislain Cloquet
- Montage : Suzanne Cabon
- Décors : Georges Lévy
- Société de production : AKO Films
- Société de distribution : Les Films Fernand Rivers
- Format : Son mono
- Pays de production :  France
- Genre : Film dramatique
- Durée : 85 minutes
- Date de sortie :
  - France : 16 février 1962
- Affiche : Jouineau Bourduge (France)

## Distribution
- Paul Mercey : Nieucourt
- Pierre Collet : Morizot
- Albert Hehn : Le capitaine Rollingen
- Bernard Verley : Gérard
- Serge Davri : Clovis
- Erwin Strahl (de) : Le sergent Gerke
- Willy Harlander : Wurzel
- Jean Solar : Sauvage
- Gerhart Lippert (de) : Le lieutenant Bergmann
- Helmut Fischer (de) : Le sergent-chef Holbrock
- Danielle Godet : Mademoiselle Lherminier
- Hans Elwenspoek : Horst Hollermann
- Alix Mahieux : Madame Clovis
- Gaby Basset : Madame Sauvage
- Hans H. Nordmann :
- Willy Haibel : Willy
- Évelyne Lacroix : Françoise
- Helmut Brasch (de) : Müller
- Peter Niklaus : Krüger
- Jean Perrin : Michelet
- Jean-Pierre Moulin : Nicolas
- Jean Gras : Jonquille
- Georges Adet : Le petit vieux
- Edmond Ardisson : Varesquier

## Lieux de tournage
- Les Honneurs de la guerre a été tourné dans le département des Deux-Sèvres : à La Mothe-Saint-Héray, Arçais, Sainte-Néomaye, Saint-Rémy, aux alentours de Niort, dans le Marais poitevin ainsi qu'à Avignon, dans le Vaucluse.